# Слима Уондерерс
«Слима Уондерерс» — мальтийский футбольный клуб из города Слима. Выиграв 26 чемпионатов Мальты и 20 национальных кубков, является самым титулованным клубом своей страны. Постоянный участник еврокубков, более 30 раз принимал участие в розыгрышах Кубка (Лиги) чемпионов и Кубка УЕФА, но пройти дальше второго раунда клубу не удавалось.

## История
Клуб был основан в 1909 году. Клуб участвовал в первом в истории сезоне мальтийской Премьер-лиги 1909/10 и финишировал на втором месте, уступив «Флориане», сезон подошёл к концу после пяти игр.
Через десять лет «Слима», наконец, оставила свой след в футболе, выиграв мальтийскую Премьер-лигу в 1919/20 сезоне, с тех пор команда выиграла титул 26 раз, рекорд Мальты. В 2000-х команда выигрывала титул три раза: в 2002/03, 2003/04 и 2004/05 сезонах.
«Слима» также удерживает рекорд по количеству выигранных кубков Мальты, первый успех был достигнут в 1935 году, когда клуб одолел «Флориану» с разгромным счётом 4:0. Клуб выигрывал национальный кубок 20 раз, в 2000-х ему это удавалось трижды: в 2000, 2004 и в 2009 году, последний кубок «Слима» выиграла у «Валлетты» после серии пенальти со счётом 7:6, в основное время была зафиксирована ничья 3:3.
С учётом всех этих титулов «Слима» в настоящее время является самой успешной командой в истории мальтийского футбола, имея приблизительно 113 трофеев.
«Слима» также содержит футзальную команду, которая участвует в высшей лиге футзала Мальты.

## Болельщики
«Слима Уондерерс» имеет свою собственную группу болельщиков, которая называется «Слима Уондерерс Суппортерс Клаб», в 2010 году отмечалась 20-я годовщина со дня основания фанатского движения. Существуют и другие группы болельщиков, созданные Джо Дебоно и Марио Аваллоном, штаб-квартиры групп находятся на Манвел Димех Стрит, известной как «Ленивый угол».

## Достижения
- Чемпион Мальты (26): 1919/20, 1922/23, 1923/24, 1925/26, 1929/30, 1932/33, 1933/34, 1935/36, 1937/38, 1938/39, 1939/40, 1948/49, 1953/54, 1955/56, 1956/57, 1963/64, 1964/65, 1965/66, 1970/71, 1971/72, 1975/76, 1988/89, 1995/96, 2002/03, 2003/04, 2004/05
- Обладатель Кубка Мальты (21): 1935, 1936, 1937, 1940, 1946, 1948, 1951, 1952, 1956, 1959, 1963, 1965, 1968, 1969, 1974, 1979, 1990, 2000, 2004, 2009, 2016.
- Обладатель Суперкубка Мальты (3): 1996, 2000, 2009